# 江上天主堂
江上天主堂（えがみてんしゅどう）は、長崎県五島市の奈留島（旧南松浦郡奈留町）にあるキリスト教（カトリック教会）の聖堂である。国の重要文化財であり、ユネスコの世界遺産（文化遺産）候補で2018年に登録審査が決まり、同年6月30日に登録が決まった「長崎と天草地方の潜伏キリシタン関連遺産」を構成する「江上集落」に包括される教会である。
奈留島の西端近くに位置し、かつては中五島の中心的な存在であったが、過疎化による信徒の減少のため現在は主任司祭はおらず、島の中央部にある奈留教会の巡回教会となっており、普段は委任された教会守が管理している。内部見学は事前に連絡しておく必要がある。

## 教会の保護者
- 聖ヨゼフ

## 概要

### 歴史
- 1918年（大正 7年） - 竣工
- 2001年（平成13年） - 外観改修（塗装）
- 2002年（平成14年）2月26日 - 長崎県指定有形文化財に指定される
- 2007年（平成19年） - 世界遺産の構成資産に選ばれる（信者は候補から除外するよう請願、後に合意）
- 2008年（平成20年）6月9日 - 国の重要文化財に指定される[1][2]
- 2016年（平成28年） - 世界遺産としては「禁教期に焦点を絞るべき」との指摘をうけ推薦が一旦取り下げられ、対応を協議し再推薦は決まったが禁教期を象徴する「江上集落」に包括する扱いとなった
- 2018年（平成30年）6月30日 - 世界遺産登録が決定[3][4]

### 建物
- 木造平屋、瓦葺きのロマネスク様式
- リブ・ヴォールト天井
- 設計・施工：鉄川与助

### 特徴
谷口に建てられており、周囲は森に覆われている。そのため大雨が降ると建物周囲を水が流れるため、高床式構造になっている。内部の柱も腐食防止と虫除け効果から下地にベンガラを塗り、その上から木目を描いている。ステンドグラスも手描き塗装によるもの。

## 所在地
〒853-2202 長崎県五島市奈留町大串1131

## アクセス
- 奈留島バス大串線「江上」停留所下車
- 奈留島港よりタクシー18分